# أربعة أيام من دونكيرك 2016
أربعة أيام من دونكيرك 2016 (بالإنجليزية: 2016 Four Days of Dunkirk) هو سباق دراجات هوائية، وهو الموسم رقم 62 من نفس السباق، وأقيم خلال الفترة 4 مايو 2016، وحتى 8 مايو 2016، وامتدّ لمسافة 860 كيلومتر، وهو أحد سباقات طواف أوروبا للدراجات 2016، وهو من نوع منافسة رياضية، وقد شارك في السباق 142 متسابقاً ووصل إلى نهايته 117 متسابقاً.
فاز فيه بالمركز الأول بريان كوكار، وبالمركز الثاني ماركو فرايبسي، وبالمركز الثالث شاندرو ميوريس، والفريق الفائز في ترتيب الفرق Etixx-Quick Step 2016.

## الفرق
| فرق عالمية (3)- AG2R La Mondiale - Etixx-Quick Step - FDJ فرق قارية محترفة (10)- أندروني جوكاتولي-سيدرمك 2016 ‏ - Cofidis, Solutions Crédits - ديلكو ‏ - Direct Énergie - Fortuneo-Vital Concept - ONE Pro Cycling ‏ - رومبوت تشارلز ‏ - Stölting Service Group (cycling team) ‏ - سبورت فلاندرين بالويس 2016 ‏ - Wanty-Groupe Gobert فرق قارية (5)- أرمي دي تير 2016 ‏ - Pauwels Sauzen–Vastgoedservice ‏ - إتش بي بي تي بي – أوبير 93 ‏ - Van Rysel–Roubaix ‏ - بنجوال باوليز ساوكس دبليو بي ‏ |  |
| |  |

## المراحل
| قائمة المراحل | قائمة المراحل | قائمة المراحل               | قائمة المراحل | قائمة المراحل | قائمة المراحل   | قائمة المراحل |
| المرحلة       | التاريخ       | الدورة                      |               | المسافة (كم)  | الفائز بالمرحلة | القائد العام  |
| ------------- | ------------- | --------------------------- | ------------- | ------------- | --------------- | ------------- |
| 1             | 4 مايو        | دونكيرك – Gravelines ‏       | مرحلة مستوية  | 169.9         | بريان كوكار     | بريان كوكار   |
| 2             | 5 مايو        | Aniche ‏ – Aniche ‏           | مرحلة مستوية  | 185.5         | بريان كوكار     | بريان كوكار   |
| 3             | 6 مايو        | بيثون – سان بول سور تيرنويس | مرحلة جبلية   | 169.1         | بريان كوكار     | بريان كوكار   |
| 4             | 7 مايو        | أودرويسك – كاسيل (فرنسا)    | مرحلة جبلية   | 175.8         | شاندرو ميوريس   | بريان كوكار   |
| 5             | 8 مايو        | Hondschoote ‏ – دونكيرك      | مرحلة مستوية  | 160           | كيني ديهاس      | بريان كوكار   |

## النتيجة

### مرحلة 1
أجريت في 4 مايو 2016، وامتدّت لمسافة 169.9 كيلومتر.
| التصنيف العام | التصنيف العام | التصنيف العام | التصنيف العام               | التصنيف العام |        |
| الدراج        | الدراج        | البلد         | الفريق                      | الوقت         | السرعة |
| ------------- | ------------- | ------------- | --------------------------- | ------------- | ------ |
| 1.            | بريان كوكار   | فرنسا         | Direct Énergie              | 4 س 28 د 43 ث |        |
| 2.            | ماركو فرايبسي | إيطاليا       | Androni Giocattoli-Sidermec | + 2 ث         |        |
| 3.            | ريمون كريدر   | هولندا        | Roompot-Oranje Peloton      | + 4 ث         |        |
| 4.            | كاي ريوس      | هولندا        | Roompot-Oranje Peloton      | + 4 ث         |        |
| 5.            | ناصر بوهاني   | فرنسا         | كوفيديس                     | + 6 ث         |        |

### مرحلة 2
أجريت في 5 مايو 2016، وامتدّت لمسافة 185.5 كيلومتر.
| التصنيف العام | التصنيف العام      | التصنيف العام | التصنيف العام               | التصنيف العام |        |
| الدراج        | الدراج             | البلد         | الفريق                      | الوقت         | السرعة |
| ------------- | ------------------ | ------------- | --------------------------- | ------------- | ------ |
| 1.            | بريان كوكار        | فرنسا         | Direct Énergie              | 9 س 02 د 51 ث |        |
| 2.            | ناصر بوهاني        | فرنسا         | كوفيديس                     | + 10 ث        |        |
| 3.            | جيديميناس باجدوناس | ليتوانيا      | أيه إل أم                   | + 12 ث        |        |
| 4.            | ماركو فرايبسي      | إيطاليا       | Androni Giocattoli-Sidermec | + 12 ث        |        |
| 5.            | ريمون كريدر        | هولندا        | Roompot-Oranje Peloton      | + 14 ث        |        |

### مرحلة 3
أجريت في 6 مايو 2016، وامتدّت لمسافة 169.1 كيلومتر.
| التصنيف العام | التصنيف العام      | التصنيف العام | التصنيف العام               | التصنيف العام  |        |
| الدراج        | الدراج             | البلد         | الفريق                      | الوقت          | السرعة |
| ------------- | ------------------ | ------------- | --------------------------- | -------------- | ------ |
| 1.            | بريان كوكار        | فرنسا         | Direct Énergie              | 13 س 12 د 58 ث |        |
| 2.            | ناصر بوهاني        | فرنسا         | كوفيديس                     | + 20 ث         |        |
| 3.            | جيديميناس باجدوناس | ليتوانيا      | أيه إل أم                   | + 22 ث         |        |
| 4.            | ماركو فرايبسي      | إيطاليا       | Androni Giocattoli-Sidermec | + 22 ث         |        |
| 5.            | ريمون كريدر        | هولندا        | Roompot-Oranje Peloton      | + 24 ث         |        |

### مرحلة 4
أجريت في 7 مايو 2016، وامتدّت لمسافة 175.8 كيلومتر.
| التصنيف العام | التصنيف العام | التصنيف العام | التصنيف العام               | التصنيف العام  |        |
| الدراج        | الدراج        | البلد         | الفريق                      | الوقت          | السرعة |
| ------------- | ------------- | ------------- | --------------------------- | -------------- | ------ |
| 1.            | بريان كوكار   | فرنسا         | Direct Énergie              | 17 س 53 د 01 ث |        |
| 2.            | ماركو فرايبسي | إيطاليا       | Androni Giocattoli-Sidermec | + 24 ث         |        |
| 3.            | شاندرو ميوريس | بلجيكا        | Crelan-Vastgoedservice      | + 25 ث         |        |
| 4.            | ديون سميث     | نيوزيلندا     | ONE Pro Cycling             | + 36 ث         |        |
| 5.            | بيريك فيدريجو | فرنسا         | Fortuneo-Vital Concept      | + 36 ث         |        |

### مرحلة 5
أجريت في 8 مايو 2016، وامتدّت لمسافة 160 كيلومتر.
| الدراج | الدراج | البلد | الفريق | الوقت | السرعة |  |

## التصنيف العام النهائي
| التصنيف العام | التصنيف العام        | التصنيف العام | التصنيف العام                | التصنيف العام  |        |
| الدراج        | الدراج               | البلد         | الفريق                       | الوقت          | السرعة |
| ------------- | -------------------- | ------------- | ---------------------------- | -------------- | ------ |
| 1.            | بريان كوكار          | فرنسا         | Direct Énergie               | 21 س 24 د 03 ث |        |
| 2.            | ماركو فرايبسي        | إيطاليا       | Androni Giocattoli-Sidermec  | + 30 ث         |        |
| 3.            | شاندرو ميوريس        | بلجيكا        | Crelan-Vastgoedservice       | + 31 ث         |        |
| 4.            | بيريك فيدريجو        | فرنسا         | Fortuneo-Vital Concept       | + 41 ث         |        |
| 5.            | ديون سميث            | نيوزيلندا     | ONE Pro Cycling              | + 42 ث         |        |
| 6.            | ديليو فرنانديز كروز  | إسبانيا       | Delko-Marseille Provence-KTM | + 45 ث         |        |
| 7.            | داميان جودين         | فرنسا         | أيه إل أم                    | + 45 ث         |        |
| 8.            | Yoann Offredo ‏       | فرنسا         | إف دي جي                     | + 46 ث         |        |
| 9.            | راسموس كواد          | الدنمارك      | Stölting Service Group       | + 53 ث         |        |
| 10.           | ميركو سلفادجي        | إيطاليا       | Androni Giocattoli-Sidermec  | + 58 ث         |        |
| 11.           | Alo Jakin ‏           | إستونيا       | HP BTP-Auber 93              | + 1 د 08 ث     |        |
| 12.           | رومان كومبو          | فرنسا         | Delko-Marseille Provence-KTM | + 1 د 08 ث     |        |
| 13.           | Flavien Dassonville ‏ | فرنسا         | HP BTP-Auber 93              | + 1 د 13 ث     |        |
| 14.           | Stijn Vandenbergh ‏   | بلجيكا        | Etixx-Quick Step             | + 1 د 15 ث     |        |
| 15.           | يان غويو             | فرنسا         | Armée de Terre               | + 1 د 19 ث     |        |
| 16.           | جيروم بوغنيز         | بلجيكا        | Wanty-Groupe Gobert          | + 1 د 33 ث     |        |
| 17.           | Geoffrey Soupe ‏      | فرنسا         | كوفيديس                      | + 1 د 34 ث     |        |
| 18.           | Rob Ruijgh ‏          | هولندا        | Crelan-Vastgoedservice       | + 1 د 42 ث     |        |
| 19.           | سيباستيان مينارد     | فرنسا         | أيه إل أم                    | + 1 د 58 ث     |        |
| 20.           | يفيس لامارت          | بلجيكا        | Etixx-Quick Step             | + 2 د 09 ث     |        |

## وصلات خارجية
- الموقع الرسمي
- أربعة أيام من دونكيرك 2016 على موقع إحصائيات الدراجات الإحترافية (الإنجليزية)